# Aplocera triplicata
Aplocera triplicata là một loài bướm đêm trong họ Geometridae.